# Gazometro di Roma
Il Gazometro (conosciuto anche come Gasometro e Luxometro) è stato il gasometro più grande d'Italia ed è sito nel quartiere Ostiense di Roma.
Costruito dalla società genovese Ansaldo tra il 1935 e il 1937 per conto della Società Anglo-Romana per l'Illuminazione di Roma col Gas ed altri sistemi, è diventato con il passare degli anni un simbolo indiscusso del X quartiere romano, rappresentando un esempio importante di archeologia industriale.
Lo spazio in cui sorge occupa una superficie di oltre 12 ettari che comprende una vasta area circostante oltre alla struttura metallica del Gazometro stesso. Nel 2020 l’area del Gazometro è stata inserita dal Guardian nella classifica dei quartieri più promettenti d’Europa, all’ottavo posto.

## Storia
Il gazometro fu progettato nel 1909 insieme allo stabilimento del gas (poi divenuto sede romana di Italgas) voluto dal sindaco Ernesto Nathan.

Il Gasometro di Roma

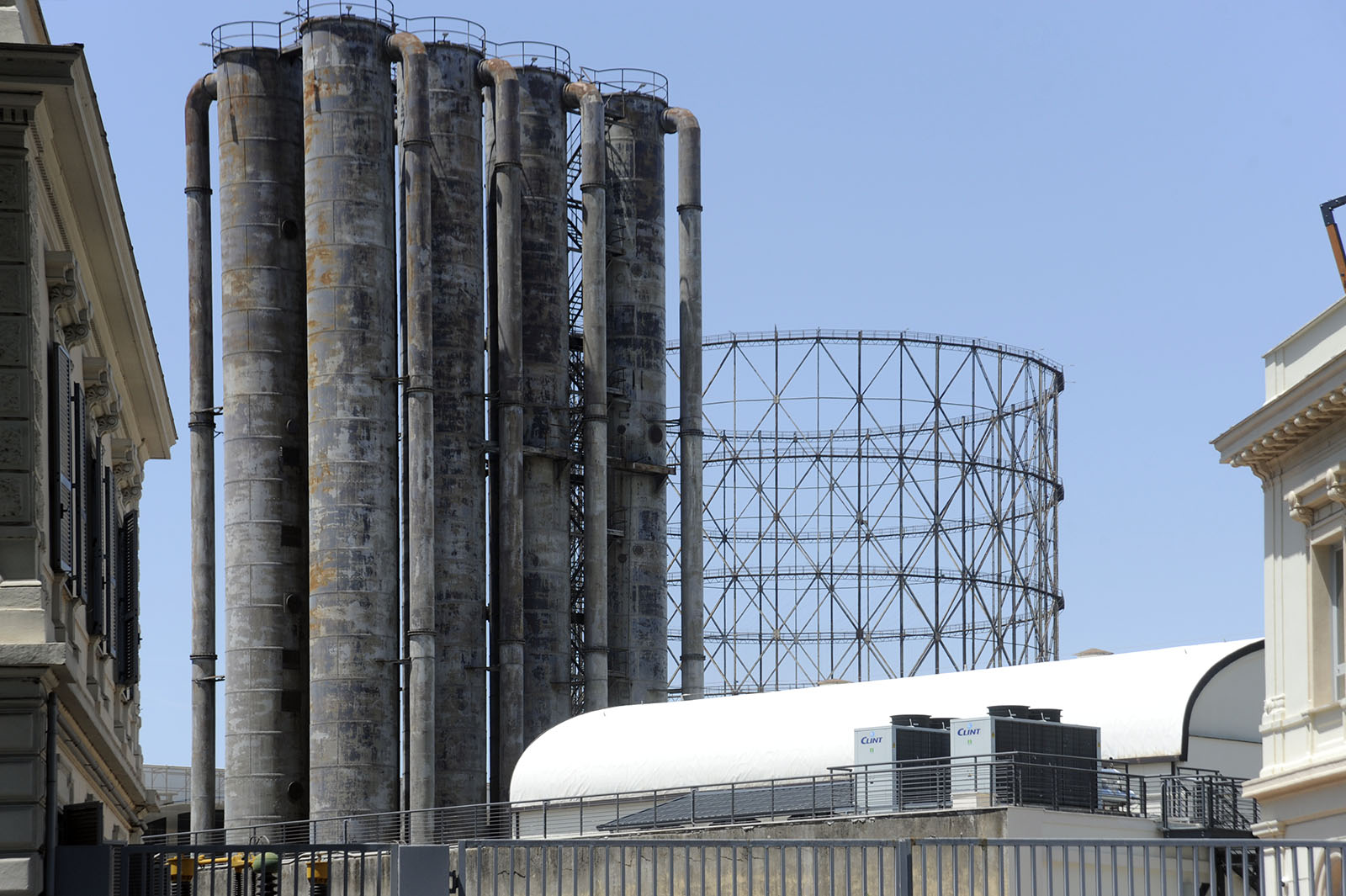
Gasometro Ostiense

La struttura ferrea del gazometro è stata montata dalla società genovese Ansaldo e dalla tedesca Klonne Dortmund tra il 1935 e il 1937; al cilindro maggiore si affiancano altri tre gasometri, di cui uno trasformato in impianto di riduzione pressione gas, l’altro in edificio tecnico con centrale termica e locali deposito, il terzo adibito a parcheggio multipiano. I tre gasometri "minori" sono stati costruiti dalla Samuel Cuttler & Sons di Londra tra il 1910 e il 1912 e avevano una capacità di 25 000 m³ (ognuno dei due più piccoli) e 60 000 m³.
Al momento del suo posizionamento si contavano un'altezza di 89,10 m, un diametro di 63 m e una lunghezza complessiva di 36 km per i 1 551 pali infissi. Il volume del gasometro maggiore era di 200 000 m³.
Dopo la dismissione, il gasometro vero e proprio, ossia il gigantesco cilindro cavo che conteneva il gas, è stato rimosso; è rimasta in piedi la struttura metallica che lo circondava.
A partire dal 1967 l’area del Gazometro è di proprietà di Eni, che l’ha ereditata con l’acquisizione dell’Italgas tramite l’ex controllata Snam.

## Riqualificazione dell'area
L'area del Gazometro ha intrapreso un significativo percorso di riqualificazione urbana e recupero a partire dal 2006. In quell'anno, il Comune di Roma, in collaborazione con Eni, ha dato avvio a uno dei primi progetti di rivalutazione dell'area con la creazione dell'opera "Luxometro". Questa trasformazione ha visto il Gazometro rivestirsi di luce, diventando un'opera d'arte contemporanea grazie all'uso di oltre un milione di lampadine LED disposte lungo più di dieci chilometri di fibra luminosa. Il Luxometro ha contribuito a reinventare l'immagine del Gazometro, elevandolo da simbolo industriale a icona culturale e artistica nella città di Roma.
Nel 2020 la proprietaria Eni apre nell’area del Gazometro la sede principale della scuola di impresa Joule, un acceleratore di startup nel settore della transizione energetica che si occupa anche di formazione imprenditoriale sostenibile.
Dal 2021 l’area ospita ZERO, un acceleratore di startup in ambito Cleantech ideato dalla Rete Nazionale acceleratori di Cassa Depositi e Prestiti (CDP) e lanciato da Eni, LVenture Group ed ELIS, con il supporto di aziende come Acea, Maire Tecnimont, Microsoft e Vodafone.
Sia nel 2021 che nel 2022 l’area del Gazometro è stata scelta per ospitare la manifestazione Maker Faire Rome, un evento internazionale che ha come tema principale l’innovazione tecnologica.
Nel 2022, all'interno dell’edificio 30 del complesso del Gazometro, un tempo adibito alla produzione e depurazione del gas d’acqua, è stato inaugurato l’Eni 2050 Lab, un polo dedicato alle tecnologie innovative. Nell’edificio si trovano un laboratorio con apparecchiature ipertecnologiche e un’area immersiva di modellistica avanzata che sfrutta la potenza di calcolo dei supercomputer HPC4 e HPC5.
Il 17 maggio 2023 è stato inaugurato nell’area del Gazometro il progetto ROAD (Rome Advanced District) realizzato da una rete di imprese formata da Eni, Acea, Autostrade per l'Italia, Bridgestone, Cisco, Gruppo FS e NextChem (MAIRE) con l'obiettivo di sviluppare e promuovere progetti di innovazione tecnologica e di ricerca scientifica dedicati alle filiere energetiche.